# Tijan Marovt
Tijan Marovt (8 luglio 1998) è uno sciatore alpino sloveno.

## Biografia
Slalomista puro attivo dal novembre del 2014, Marovt ha esordito in Coppa Europa il 16 febbraio 2018 a Jaun, senza completare la prova, in Coppa del Mondo il 10 marzo 2019 a Kranjska Gora, senza qualificarsi per la seconda manche, e ai Campionati mondiali a Åre 2019, dove si è classificato 9º nella gara a squadre; nelle successive rassegne iridate di Cortina d'Ampezzo 2021 e Courchevel/Méribel 2023 si è piazzato, in slalom speciale, rispettivamente al 18º e al 26º posto. Non ha preso parte a rassegne olimpiche.

## Palmarès

### Coppa Europa
- Miglior piazzamento in classifica generale: 69º nel 2022 e nel 2024

### Nor-Am Cup
- Miglior piazzamento in classifica generale: 71º nel 2024
- 1 podio:
  - 1 terzo posto

### Far East Cup
- Miglior piazzamento in classifica generale: 8º nel 2021
- 1 podio:
  - 1 secondo posto

### Campionati sloveni
- 1 medaglia:
  - 1 oro (slalom speciale nel 2024)